# كنيسة القديسة مريم للروم الأرثوذكس (طهران)

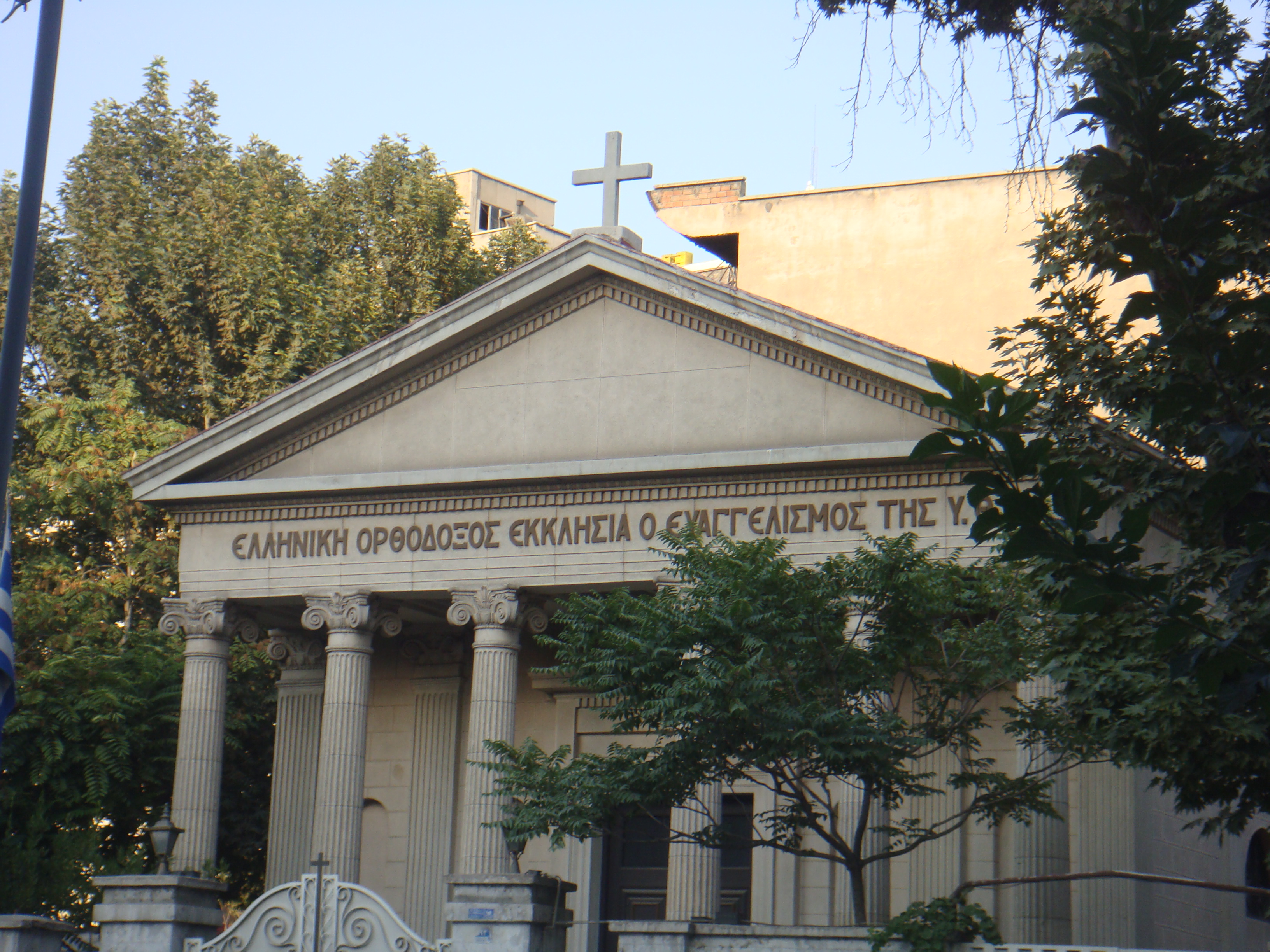
كنيسة القديسة مريم للروم الأرثوذكس، طهران، سنة 2012.

تقع كنيسة القديسة مريم للروم الأرثوذكس، والمعروفة كذلك باسم كنيسة سيدة البشارة، في طهران، إيران. كُرّست سنة 1951، وتم تأسيسها لخدمة المجتمع اليوناني المتنامي والنابض في طهران، والذي بلا ذروته (3000 مهاجر يوناني) في الستينيات والسبعينيات، أي قبل الثورة الإسلامية الإيرانية التي اندلعت سنة 1979.